# Punta Este (Gran Malvina)
La punta Este (en inglés: East Point) es un cabo ubicado en el sureste de la isla Gran Malvina en las islas Malvinas, que marca la entrada este a la bahía Fox y el sur del estrecho de San Carlos. Se halla enfrentado a la punta Oeste, mientras que la isla Calista se ubica a varios kilómetros al sureste de aquí.
El extremo sur de este accidente geográfico es uno de los puntos que determinan las líneas de base de la República Argentina, a partir de las cuales se miden los espacios marítimos que rodean al archipiélago.